# 蔡明祺
蔡明祺（英語：Tsai Mi-ching，1955年—）是中華民國政治人物，英國牛津大學博士，現任國立成功大學機械工程學系講座教授、國立成功大學研究總中心馬達科技研究中心主任。曾任中華民國科技部政務次長、財團法人金屬工業研究發展中心董事長、電機電子工程師學會臺南分會會長、行政院國家科學委員會工程處處長。2016年5月20日就任科技部政務次長。

## 生平
蔡明祺分別於1981年6月和1983年6月獲得國立台灣科技大學電機工程學士和碩士學位，並於1989年8月獲得英國牛津大學工程科學博士學位。